# Westrich (Dortmund)
Westrich, Dortmund-Westrich – dzielnica miasta Dortmund w Niemczech, w kraju związkowym Nadrenia Północna-Westfalia, w okręgu administracyjnym Lütgendortmund.